# زوئی دوکوس
زوئی دوکوس (انگلیسی: Zoe Ducós; ۶ مارس ۱۹۲۸ – ۱۱ نوامبر ۲۰۰۲) بازیگر اهل آرژانتین بود. او در کنسرواتوار ملی موسیقی و هنرهای نمایشی تحصیل کرد و پس از فارغ‌التحصیلی، جایزه بزرگ افتخاری را که کمیسیون ملی فرهنگ به عنوان بهترین بازیگر زن در مسابقه ملی تئاترهای حرفه ای اعطا کرده بود، دریافت کرد.